# Apache ServiceMix
Apache ServiceMix — пакет для создания композитных приложений, базирующийся на концепции корпоративной сервисной шины (Enterprise Service Bus — ESB) и комбинирующий сервис-ориентированную архитектуру (Service Oriented Architecture — SOA) и событийно-ориентированную архитектуру (Event Driven Architecture — EDA). ServiceMix реализует также спецификацию Java Business Integration (JBI), хотя последняя теряет свою популярность.
ServiceMix состоит из Apache ActiveMQ, Apache Camel и Apache CXF в SOA-проектах. Также ServiceMix как JBI-контейнер используется в en:ChainBuilder ESB.
На основе открытого ServiceMix был сделан коммерческий пакет en:Fuse ESB, компании en:LogicBlaze. В 2007 году en:Iona Technologies приобрела LogicBlaze, через год её саму купила en:Progress Software, а в 2012 году это ПО выкупила компания Red Hat.